# 脆壳雪锉蛤
，是莺蛤目狐蛤科雪锉蛤属的一种。主要分布于新加坡、马来西亚、印度尼西亚、中国大陆、台湾，常栖息在潮间带至潮下带20米，以足丝附着于石块、岩石上，亦以足丝筑巢。